# 50 por Cento
"50 por Cento" é uma canção da cantora e compositora sertaneja Naiara Azevedo em parceria com a cantora e compositora Marília Mendonça. Foi lançada em março de 2022.

## Gravação
A canção foi gravada em setembro de 2020, para um projeto de Naiara chamado Juntas, que traria a cantora ao lado de várias artistas mulheres, entre elas Mendonça. A faixa com vocais de Marília foi "50 por Cento", e seria originalmente lançada em 2020, mas seu lançamento não ocorreu até 2021, quando coincidentemente Azevedo apareceu em um almoço com o então presidente Jair Bolsonaro. Neste contexto, Marília Mendonça teria se arrependido da colaboração.
Um mês após a morte de Marília, Naiara anunciou que lançaria "50 por Cento" como parte do álbum Baseado em Fatos Reais, e disse: "A expectativa para o lançamento é a mesma de sempre. Por mim, já tinha saído. Eu só quero levar a música sertaneja adiante. E meu coração só tem gratidão por Marília ter aceitado o convite e ter sido tão incrível comigo".

## Lançamento e recepção
"50 por Cento" se tornou o lançamento póstumo mais controverso de Marília Mendonça, sobretudo quanto a polêmicas que envolveram Naiara Azevedo com a família de Marília. Logo que um vídeo da música sendo tocada na gravação do álbum Baseado em Fatos Reais se disseminou pelas mídias sociais, a família de Mendonça não se agradou do material. O acirramento dos ânimos coincidiu com a participação de Naiara Azevedo no Big Brother Brasil 22. Em comunicado, a família afirmou que a equipe de Azevedo não tinha a procurado para liberar a canção.
Por outro lado, a equipe de Naiara afirmou que "com o convite para Naiara participar do reality show com maior visibilidade do Brasil, foi pensada uma estratégia de carreira para a cantora e gravou-se um DVD, que todos sabem o quanto é importante para um artista. Neste projeto, foi incluída a faixa '50 por cento', uma canção muito especial para Naiara, e se manteve a participação da Marília através das imagens do videoclipe já gravado, como forma de carinho e admiração".
No final de janeiro de 2022, a família liberou para que a equipe de Naiara lançasse a versão original da música, gravada em 2020. A versão ao vivo, do álbum Baseado em Fatos Reais, não foi liberada.

## Vendas e certificações
| País   | Associação de gravadoras | Certificação | Vendas  |
| ------ | ------------------------ | ------------ | ------- |
| Brasil | Pro-Música Brasil        | 2× Platina   | 160.000 |